# Wilhelm von Pochhammer (Diplomat)
Wilhelm von Pochhammer (* 27. Januar 1892 in Berlin; † 13. November 1982 in Bremen) war ein deutscher Diplomat.

## Leben
Wilhelm von Pochhammer war der Sohn des Generalmajors Erich von Pochhammer und dessen Frau Hanna geb. Toeche-Mittler. Nach dem Besuch der Realgymnasien in Berlin und Stettin studierte er Rechtswissenschaften an der Universität Freiburg sowie in Paris, Marburg und Bonn. 1914 legte er das Referendarexamen ab und war als Regierungsreferendar in Hannover tätig.
Seit 1919 arbeitete Pochhammer im auswärtigen Dienst. Er war Privatsekretär des Außenministers Ulrich von Brockdorff-Rantzau. Ab 1922 leitete er in Charkow kommissarisch die deutsche Diplomatische Vertretung in der Sowjetunion. 1925 war er am Generalkonsulat in Kalkutta tätig. 1926 war er 1. Sekretär der Deutschen Botschaft in Tokio. Dort heiratete er im gleichen Jahr Henny Koehne, mit der er zwei Kinder bekam.
1928 war Pochhammer in Colombo als Konsul für Südindien und Ceylon tätig. 1934 wurde er Gesandtschaftsrat in Bukarest. Zum 1. Juni 1934 trat er in die NSDAP ein (Mitgliedsnummer 3.454.640). Dadurch musste er gut fünf Jahre später, im Sommer 1939, aus dem Johanniterorden austreten.
Als Botschaftsrat arbeitete er 1938 in Santiago de Chile und von 1942 bis 1945 in Buenos Aires. Nach Ende des Zweiten Weltkriegs war er zwei Jahre in britischer Kriegsgefangenschaft. Ab 1947 war er beim Bundesamt für Auswanderungswesen in Bremen, später Koblenz tätig und ging 1951 nach Südamerika. Zuletzt war er von 1953 bis 1957 Generalkonsul in Bombay.